# 왕사례
왕사례(王思禮, ?~761년)는 고구려 유민 출신의 당나라 장수이다.

## 생애
고구려가 멸망하자 그의 집안 당나라의 영주지방에 정착해 살았으며, 그의 아버지 왕건위(王虔威)는 당나라 삭방군(朔方軍)의 장교직을 지냈다. 그는 기록에 의하면 무예와 지략이 뛰어났다고 하며, 그는 당나라의 장수로서 749년 석보성(石堡城)을 함락시켜 우금오위장군에 제수되어 관서병마사에 임명되고 하원군사를 겸하게 되었고, 안녹산의 난이 일어났을 때 병마부원수 관내절도사로서 난을 제압하는 데 큰 공을 세워 당나라로부터 사공(司空)에 임명되었다.
761년, 그가 병으로 죽자 당나라 황제는 하루 동안 조회를 폐하고 그를 태위(太尉)에 추증했다고 한다.